# Слепцов, Алексей Леонидович
Алексей Леонидович Слепцов (род. 1 февраля 1996, Москва) — российский хоккеист, защитник.

## Биография
Начинал играть в хоккей в ДЮСШ «Пингвины», затем — в школе «Русь», с 2008 года — в ЦСКА. В сезоне 2012/13 играл в МХЛ за команду «Красная армия». Выступал в WHL за канадские клубы «Мус Джо Уорриорс» (2013/14 — 2014/15) и «Виктория Ройалс» (2014/15). Вернувшись в Россию, играл за команды ВХЛ «Звезда» Чехов — Москва (2015/16 — 2018/19), «Буран» Воронеж (2018/19), «Тамбов» (2019/20), «Молот-Прикамье» Пермь (2019/20), ЦСК ВВС Самара (2020/21), «Рязань» (2021/22). По ходу сезона 2021/22 перешёл в команду чемпионата Белоруссии «Витебск», где и завершил карьеру.
Участник юниорского чемпионата мира 2014 года.
Тренер в клубе «Феникс» (Видное).